# Леффертс-бульвар (станция аэроэкспресса)
Леффертс-бульвар (англ. Lefferts Boulevard) — станция автоматического аэроэкспресса аэропорта имени Джона Кеннеди, находящаяся на ветке от аэропорта именни Кеннеди до станции Хауард-Бич к поездам A. Станция имеет одну островную, окружённую стеклянными стенами и дверьми, платфому. Выходы станции идут к парковкам B и C аэропорта, и ближайшая дорога — Леффертс-бульвар (119-я улица).